# ワンダ・ランドフスカ
ワンダ（ヴァンダ）・ランドフスカ（ポーランド語: Wanda Landowska, 1879年7月5日:ワルシャワ - 1959年8月16日:コネチカット州レイクヴィル）は、ポーランド出身のチェンバロ奏者。忘れられた楽器となっていたチェンバロを20世紀に復活させた立役者である。

## 生涯
4歳のころからピアノを始める。その後、ワルシャワ音楽院に進学しピアノの勉強を続ける。13歳の時にバッハの作品を連ねたリサイタルでデビュー。19歳の時にはベルリンで対位法の勉強を進める傍らで、モーリッツ・モシュコフスキに師事し作曲の勉強も行う。21歳の時、パリのスコラ・カントルムに招かれ教鞭をとる。同年にヘブライ民族（英語版）の音楽の研究者だったアンリ・ルーと結婚し、彼の影響でチェンバロに関心を持つようになり、やがてチェンバロの復活と普及に力を注ぐことになる。24歳になった1903年にチェンバリストとしてデビュー。翌1904年にはチェンバロによるバッハ演奏会を開き、以後チェンバロでのバッハ演奏のスペシャリストとして名を挙げることとなる。
かねてから自分の理想とするチェンバロの構想を練っていたランドフスカは、プレイエル社にその構想を持ち込む。1912年、ランドフスカ設計の近代チェンバロがブレスラウ音楽祭でお披露目され、大反響を呼ぶ。1913年からはベルリン高等音楽院で教鞭をとるが、間もなく起こった第一次世界大戦では民間人捕虜となり、さらに大戦終結後には夫アンリ・ルーを自動車事故で亡くすなど、厳しい時期を過ごした。1925年、パリ郊外サン・ルー・ラ・フォレ（英語版）に古典音楽学校（l'École de musique ancienne）を開設し、バロック音楽に関する教育を幅広く行った。1923年にアメリカデビューを果たすなど、その後もチェンバリストと教育者の両方で活躍したが、1939年の第二次世界大戦の影響により、学校や楽器・楽譜などを残したままアメリカに脱出（脱出直後にドイツ軍にことごとく接収された）。1941年にアメリカの市民権を取得する。アメリカに移住後も演奏活動を続けたが、老境に差し掛かっていたこともあり、次第に演奏活動よりも録音活動の方に活動の重きを置いた。1954年にニューヨークでラストリサイタルを開いた後、余生を個人レッスンに充て、1959年8月16日にレイクヴィルの自宅で亡くなった。

## 人物
さまざまな種類の小説を好み、ノートに書き写していた。ランドフスカと共演したヴァイオリニストのナタン・ミルシテインは、同じ船で旅をしていた時、ランドフスカはミルシテインの部屋で朝3時ごろまで小説を朗読していたと回想している。

## 演奏スタイル、録音活動など
ランドフスカの演奏スタイルは、現代のチェンバロ奏者のそれと比べると現在の観点では幾分古めかしさを感じる部分があるが、それでもチェンバロの裾野を広げた先駆者の演奏として決して無視できないものがある。また、マヌエル・デ・ファリャやフランシス・プーランクによって新たに作曲されたチェンバロ作品の演奏でも知られる。ピアニストとしても決して技術や表現が劣ることはなく、モーツァルトのピアノ協奏曲のためにカデンツァも何曲か作曲している。
実演では時々派手なアクションを披露していたという。それをたまたま見ていたアルトゥーロ・トスカニーニはランドフスカの演奏自体は高く評価したもののそのアクションを嫌い、ランドフスカから共演の申し込みがあったときには「魅惑的なマダム、共演なんて大それたことを言わず、幸せに生きてください」と丁重に共演を断ったエピソードもある。アルトゥル・ニキシュからはピアノでのバッハの演奏について高く評価されたといわれる一方、チェンバロを使用したことに対して激しく批判されたといわれている。
以前もバッハの鍵盤楽器用音楽をピアノで弾くべきでないという風潮はあったが、彼女はこれを強く支持した。その影響は決して小さいものではなく、彼女がアメリカに渡ってからは、若いピアニストがバッハをピアノで弾くことは時代遅れでありほとんどタブーと見做されることになったという。その風潮はグレン・グールドの「ゴールドベルク変奏曲」により消え去り、以降はバッハの曲をピアノで演奏することは当然のこととなった。
録音は主に戦前の分はEMI、戦後はRCAを中心に残している。

## 関連する音楽作品
- ペドロ親方の人形芝居：マニュエル・デ・ファリャのオペラ。1923年にランドフスカが初演に参加した。
- クラヴサン協奏曲 (ファリャ)：ランドフスカの委嘱によってファリャが1926年に作曲したチェンバロ協奏曲。
- 田園のコンセール：同じくランドフスカの委嘱によって、フランシス・プーランクが1927年に作曲したチェンバロ協奏曲。

## 関連文献
- 渡邊学而「ワンダ・ランドフスカ 埋もれていたチェンバロを今世紀に復権させバロック音楽演奏史に大きな足跡を残した」『続・不滅の巨匠たち』音楽之友社、1994年。
- 志鳥栄八郎「志鳥栄八郎のディスク手帖連載第39回」『レコード芸術 1998年4月号』音楽之友社、1998年。